# Comuna Apa, Satu Mare
Apa (în maghiară: Apa) este o comună în județul Satu Mare, Transilvania, România, formată din satele Apa (reședința), Lunca Apei și Someșeni.

## Demografie
Componența etnică a comunei Apa
     Români (72,06%)
     Romi (11,76%)
     Maghiari (10,3%)
     Alte etnii (5,88%)
Componența confesională a comunei Apa
     Ortodocși (69,34%)
     Reformați (10,46%)
     Penticostali (8,92%)
     Evanghelici augustani (2,45%)
     Romano-catolici (1,18%)
     Alte religii (1,58%)
     Necunoscută (6,08%)
Conform recensământului efectuat în 2021, populația comunei Apa se ridică la 2.534 de locuitori, în scădere față de recensământul anterior din 2011, când fuseseră înregistrați 2.681 de locuitori. Majoritatea locuitorilor sunt români (72,06%), cu minorități de romi (11,76%) și maghiari (10,3%). Din punct de vedere confesional, majoritatea locuitorilor sunt ortodocși (69,34%), cu minorități de reformați (10,46%), penticostali (8,92%), evanghelici augustani (2,45%) și romano-catolici (1,18%), iar pentru 6,08% nu se cunoaște apartenența confesională.

## Politică și administrație
Comuna Apa este administrată de un primar și un consiliu local compus din 11 consilieri. Primarul, Vasile-Radu Trandafir[*], de la Partidul Național Liberal, este în funcție din 2016. Începând cu alegerile locale din 2024, consiliul local are următoarea componență pe partide politice:
|  | Partid                                 | Consilieri | Componența Consiliului | Componența Consiliului | Componența Consiliului | Componența Consiliului | Componența Consiliului | Componența Consiliului |
|  | -------------------------------------- | ---------- | ---------------------- | ---------------------- | ---------------------- | ---------------------- | ---------------------- | ---------------------- |
|  | Partidul Național Liberal              | 6          |                        |                        |                        |                        |                        |                        |
|  | Partidul Social Democrat               | 3          |                        |                        |                        |                        |                        |                        |
|  | Uniunea Democrată Maghiară din România | 2          |                        |                        |                        |                        |                        |                        |

## Personalități
- Vasile Lucaciu (n. 1852-d. 1922), preot greco-catolic, politician, teolog și memorandist român, militant pentru drepturile românilor din Transilvania